# Pardosa gastropicta
Pardosa gastropicta este o specie de păianjeni din genul Pardosa, familia Lycosidae, descrisă de Roewer, 1959.
Este endemică în Kenya. Conform Catalogue of Life specia Pardosa gastropicta nu are subspecii cunoscute.